# Tòa án Đặc biệt Sierra Leone
Tòa án Đặc biệt Sierra Leone, hay "Tòa án đặc biệt" (SCSL), còn được gọi là Tòa án Sierra Leone, là một cơ quan tư pháp được chính phủ Sierra Leone và Liên hiệp quốc  thành lập để "truy tố những người chịu trách nhiệm lớn nhất đối với các hành vi vi phạm nghiêm trọng luật nhân đạo quốc tế và luật Sierra Leone " đã cam kết tại Sierra Leone sau ngày 30 tháng 11 năm 1996 và trong Nội chiến Sierra Leone. Ngôn ngữ làm việc của tòa án là tiếng Anh. Tòa án liệt kê các văn phòng tại Freetown, The Hague và Thành phố New York.
Vào ngày 26 tháng 4 năm 2012, cựu Tổng thống Liberia Charles Taylor đã trở thành nguyên thủ quốc gia châu Phi đầu tiên bị kết án vì tham gia vào các tội ác chiến tranh.